# Weser-alagút
A Weser-alagút (németül Wesertunnel) egy közúti alagút Németországban, amely a Weser folyam alatt köti össze Alsó-Szászország keleti és nyugati részét. A B 437-es úthoz tartozó alagút feladata, hogy a Weseren zajló hajóforgalmat nem akadályozó nagy kapacitású összeköttetést biztosítson a folyam két partja között az Északi-tenger partvidékén.

## Tervezés

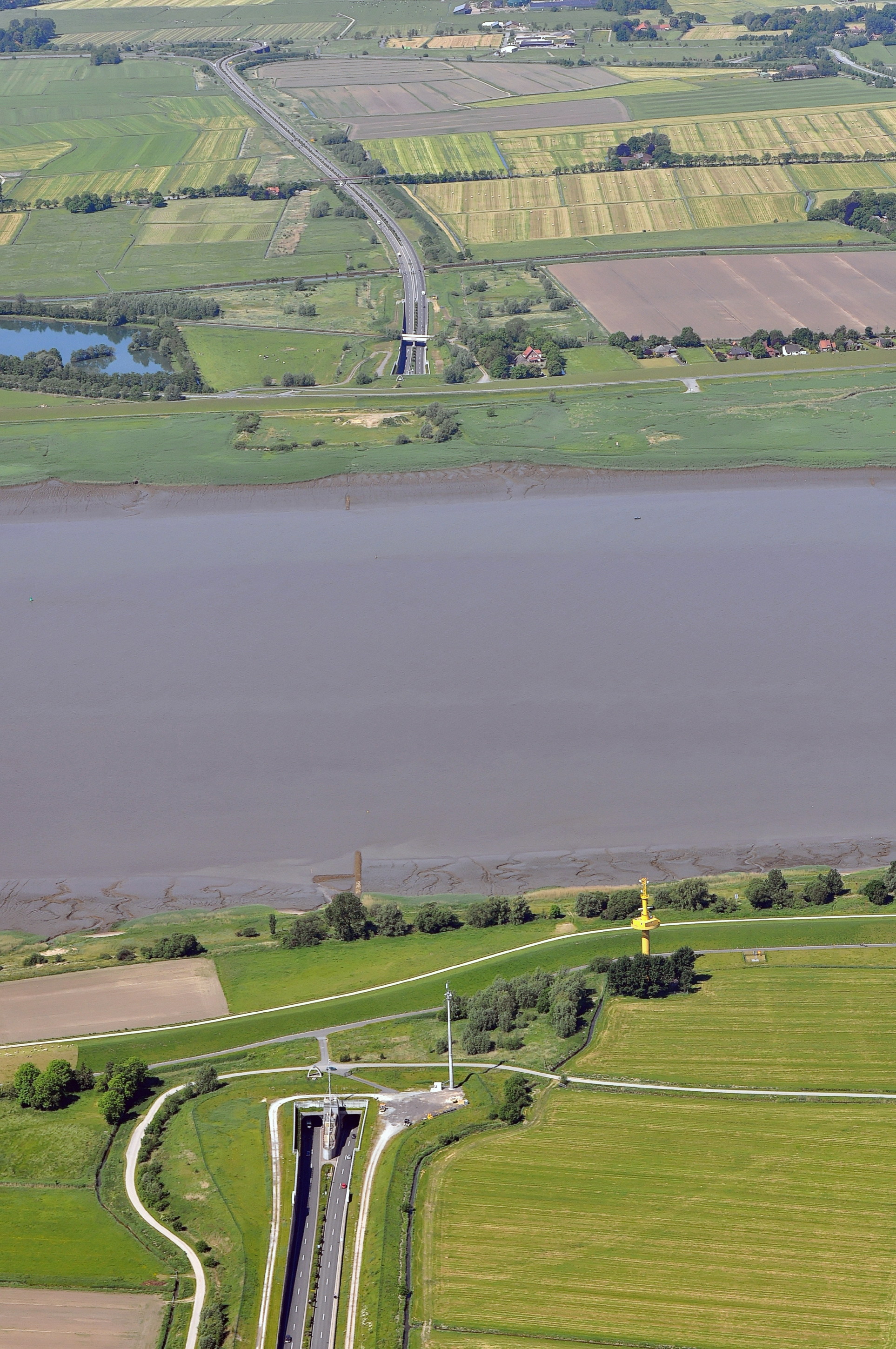
A Weser-alagút

A Weser-alagút létesítését már az 1960-as évek óta tervezte a nyugatnémet állam. Az akkori tervek az Északi-tenger partján kelet-nyugati irányban futó autópálya részeként számoltak az alagúttal. A part menti autópálya projektjének lefújása nem jelentette az alagútépítés bukását is, ettől kezdve önálló létesítményként tervezték megvalósítását. Az 1990-es évek közepéig az alsó-szász kormányban helyet foglaló zöld párt sikeresen akadályozta a Weser-alagút kivitelezésének megkezdését. A zöldek kormányból való kikerülése után gyorsult fel. Az 1990-es évek második felében ismét a tengerpart menti autópálya részeként képzelték el az alagutat, ám ekkor a szövetségi kormány zárkózott el az építkezés finanszírozásától. Hátráltatta a munkát a helyi civilszervezetek és a környezetvédők folyamatos tiltakozása is.

## Építés
Az építkezés végül többszöri helyszínváltoztatás után a Brake városkától északra fekvő Dedesdorf (keleti part) és Kleinensiel (nyugati part) között kezdődött el 1998-ban. A munkálatok 6 éven át tartottak és 215 millió eurót emésztettek fel. Az alagút 1,6 kilométer hosszú, összesen 40 méter mély. A legmélyebb a Weser fő sodorvonala alatt, itt a tengerszinthez képest 35,2 méteres mélységben autózhatnak az arra járók. A Weser-alagút két párhuzamosan vezető csőből áll. Mindkettőben 2 forgalmi sáv fut, leállósávok nincsenek. Az alagúttal egy időben megépítették a környékbeli településeket elkerülő utakat is. A Weser-alagutat 2004. január 20-án adták át a forgalomnak.

## Hatása
Az alagutat ellenzők szerint a Weser-alagút súlyosan károsította a környék gazdaságát és újabb terheket rótt a környezetre. A környékbeli kompjáratokat ritkítani kellett, míg a dedesdorfi kompot teljesen be kellett zárni. 2005-ben napi 14 000 személyautó használta az alagutat, e szám az alsó-szász közlekedési minisztérium szerint 2010-re 20 000 autóra bővül majd.